# Inhulka
Inhulka (ukrainisch Інгулка; russisch Ингулка Ingulka) ist ein Dorf in der ukrainischen Oblast Mykolajiw mit etwa 2000 Einwohnern (2004).

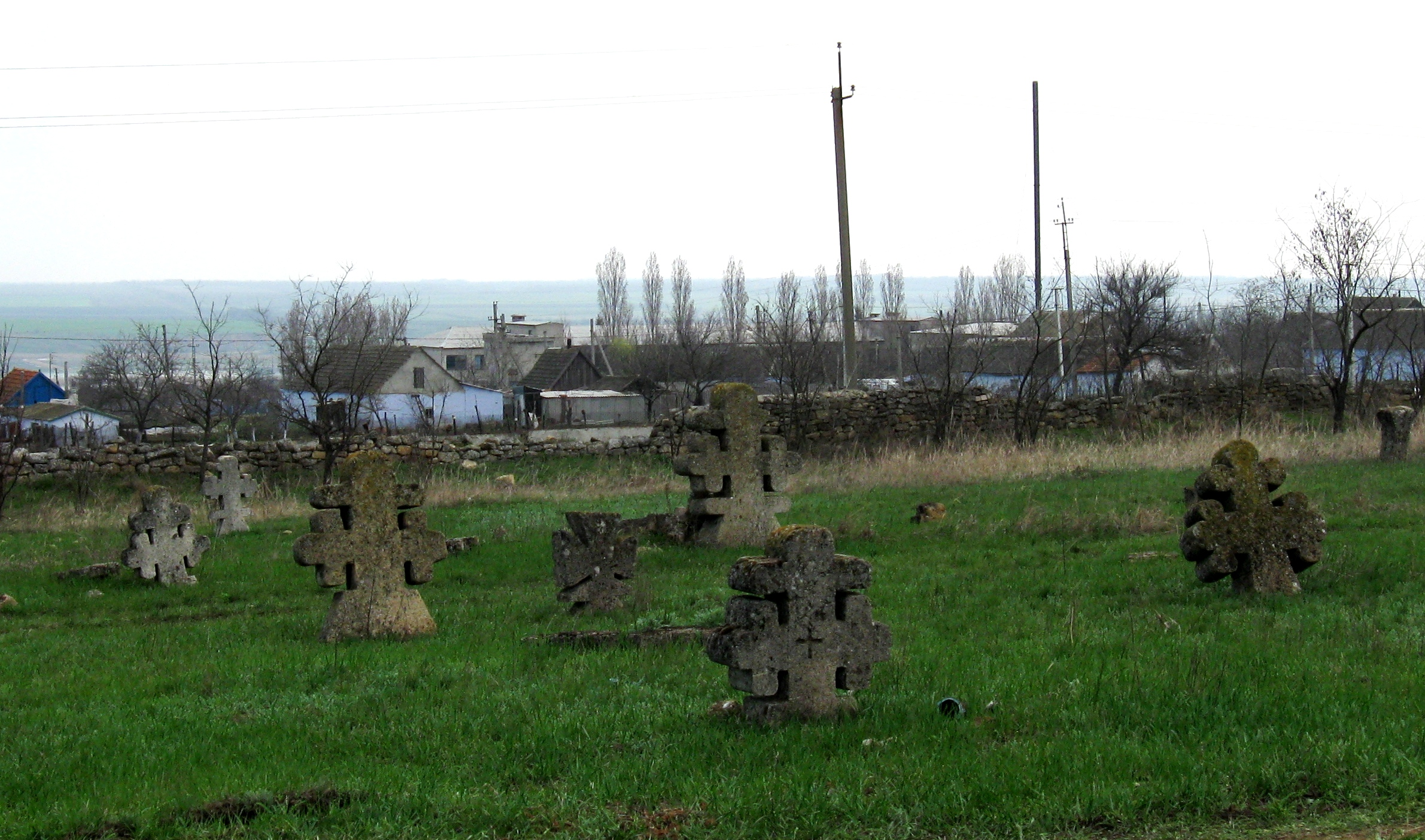
Kosakenfriedhof im Ort

Das 1802 gegründete Dorf liegt am rechten Ufer des Inhul und liegt 32 km südwestlich vom Rajonzentrum Baschtanka und 42 km nordöstlich vom Oblastzentrum Mykolajiw.

## Verwaltungsgliederung
Am 12. Juni 2020 wurde das Dorf zum Zentrum der neugegründeten Landgemeinde Inhulka (Інгульська сільська громада/Inhulska silska hromada). Zu dieser zählten auch noch die 12 in der untenstehenden Tabelle aufgelisteten  Dörfer sowie die Ansiedlungen Lozkyne und Peremoha, bis dahin bildete es zusammen mit dem Dorf Stepaniwka die gleichnamige Landratsgemeinde Inhulka (Інгульська сільська рада/Inhulska silska rada) im Südwesten des Rajons Baschtanka.
Folgende Orte sind neben dem Hauptort Inhulka Teil der Gemeinde:
| Name                     | Name              | Name                                  |
| ukrainisch transkribiert | ukrainisch        | russisch                              |
| ------------------------ | ----------------- | ------------------------------------- |
| Dobra Krynyzja           | Добра Криниця     | Добрая Криница (Dobraja Kriniza)      |
| Dobrokamjanka            | Доброкам’янка     | Доброкаменка (Dobrokamenka)           |
| Kostytschi               | Костичі           | Костычи                               |
| Lobrijiwka               | Лобріївка         | Лобриевка (Lobrijewka)                |
| Lozkyne                  | Лоцкине           | Лоцкино (Lokzino)                     |
| Marjiwka                 | Мар’ївка          | Марьевка (Marjewka)                   |
| Marjaniwka               | Мар’янівка        | Марьяновка (Marjanowka)               |
| Nowe Schyttja            | Нове Життя        | Нове Життя (Nowe Schittja)            |
| Nowomarjiwka             | Новомар’ївка      | Новомарьевка (Nowomarjewka)           |
| Nowooleksandriwka        | Новоолександрівка | Новоалександровка (Nowoaleksandrowka) |
| Peremoha                 | Перемога          | Перемога (Peremoga)                   |
| Rodnyky                  | Родники           | Родники (Rodniki)                     |
| Stepaniwka               | Степанівка        | Степановка (Stepanowka)               |
| Wynohradiwka             | Виноградівка      | Виноградовка (Winogradowka)           |